# Gare de Kawaramachi (Kagawa)
La gare de Kawaramachi (瓦町駅, Kawaramachi-eki) est une gare ferroviaire située à Takamatsu, dans la préfecture de Kagawa au Japon. Elle est exploitée par la compagnie Kotoden.

## Situation ferroviaire
La gare de Kawaramachi est située au point kilométrique (PK) 1,7 de la ligne Kotohira. Elle marque le début des lignes Nagao et Shido.

## Histoire
La gare de Kawaramachi a été inaugurée le 22 avril 1927.

## Service des voyageurs

### Accueil
La gare dispose d'un bâtiment voyageurs, avec guichets, ouvert tous les jours.

### Desserte
- Ligne Kotohira :
  - voie 1 : direction Takamatsu-Chikkō
  - voie 2 : direction Kotoden-Kotohira
- Ligne Nagao :
  - voie 3 : direction Nagao
- Ligne Shido :
  - voies 4 et 5 : direction Kotoden-Shido